# Sorbais
Sorbais é uma comuna francesa na região administrativa de Altos da França, no departamento de Aisne. Estende-se por uma área de 13,72 km². Em 2010 a comuna tinha 269 habitantes (densidade: 19,6 hab./km²).